# Мемлінген
Мемлінген (нім. Mömlingen) — громада в Німеччині, розташована в землі Баварія. Підпорядковується адміністративному округу Нижня Франконія. Входить до складу району Мільтенберг.
Площа — 18,45 км2. Населення становить 4913 ос. (станом на 31 грудня 2020).